# Politique à Chypre

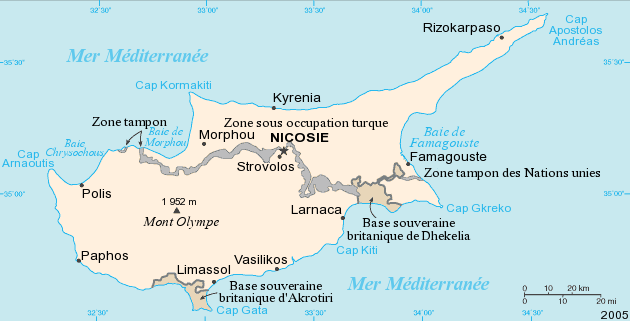
Chypre (2005)

La politique à Chypre repose sur un modèle où l'État est une république démocratique, unitaire et semi-présidentielle. La Chambre des représentants de Chypre (en grec : Βουλή των Αντιπροσώπων; Vouli ton Antiprosópon; en turc : Temsilciler Meclisi) est le parlement chypriote. Un total de 59 membres élus pour un mandat de cinq ans y siègent, précisément 56 membres par représentation proportionnelle et trois membres observateurs représentant les minorités maronite, de l'église catholique romaine et arménienne. Un total de 24 sièges sont attribués à la communauté turque. Cependant, depuis 1964, les membres turcs chypriotes n'occupent pas leurs postes, et aucune élection ne s'est déroulée parmi la communauté turque chypriote comme le prévoit la Constitution de la république de Chypre. Malgré cette anomalie, la Chambre conserve vacants les sièges attribués à la communauté turque chypriote. Ces sièges demeurent disponibles pour les députés turcs chypriotes, pour autant qu'ils soient élus selon les règles de la constitution.
En 2024, l'île, sur son territoire de 9 251 km2, est riche d'une population d'environ 1,3 million de Chypriotes (Chypriotes grecs).
L'évolution récente de la démographie de Chypre (0,2 vers 1890, 0,5 vers 1980, 0,7 en 2001) est à mettre en relation avec l'importante diaspora (principalement Royaume-Uni, États-Unis, Australie).

## Partis politiques
- AKEL (Parti communiste)
- Démocratie européenne
- Démocrates unis
- EDEK
- DIKO
- Parti européen, créé en 2005 à partir notamment de Nouveaux Horizons
- DISY
- Les Verts (Verts et environnementalistes)
- Nouveaux Horizons
- Alliance des citoyens

### Biographie
- Fabrizio Frigerio, « Les partis politiques à Chypre : bibliographie » .-Bibliographie sélective sur les partis politiques en Europe du Sud : Grèce, Espagne, Portugal, Turquie et Chypre - Études et recherches, n. 21, Département de Science politique de l'Université de Genève, Genève, 1988, p. 87-95.
- Nicolas Kazarian, Chypre : géopolitique et minorités, l'Harmattan, Paris, 2012, 301 p.  (ISBN 978-2-336-00379-5) (texte remanié d'une thèse de géographie)

### Filmographie
- Chypre à la présidence de l'Union, film documentaire d'Alain Jomier, Arte Vidéo, coll. Le Dessous des cartes, Paris, 2012, 12 min (DVD)